# سام بالداک
سام بالداک (انگلیسی: Sam Baldock؛ زادهٔ ۱۵ مارس ۱۹۸۹) بازیکن فوتبال اهل بریتانیا است.
از باشگاه‌هایی که در آن بازی کرده‌است می‌توان به باشگاه فوتبال ردینگ، باشگاه فوتبال میلتون کینز دونز، باشگاه فوتبال وستهام یونایتد، باشگاه فوتبال بریستول سیتی، و باشگاه فوتبال برایتون اند هوو آلبیون اشاره کرد.
وی همچنین در تیم ملی فوتبال زیر ۲۰ سال انگلستان بازی کرده‌است.